# Pinça de madeira
Pinça de madeira é usada para segurar tubos de ensaio durante o aquecimento direto no bico de Bunsen, evitando assim queimaduras.